# Sylvanmeer
Het Sylvanmeer of Sylvan Lake is een meer dat is gelegen tussen Calgary en Edmonton in het westen van Canada, in de staat Alberta. Het is onder andere een populair schaatsoord. Het meer heeft een oppervlakte van 42,8 km², de grootste diepte is 18,3 meter.

## Schaatswedstrijd
In de nabijheid van het meer woont sinds 1999 Evert van Benthem, een Nederlandse schaatslegende die tweemaal de Elfstedentocht won. Hij besloot het jaarlijks dichtgevroren Sylvanmeer te benutten voor zijn sport en organiseerde in 2003, tezamen met de Foothills Speed Skating Marathon Association, voor het eerst een evenement dat gelijkt op de Elfstedentocht. In 2004 bleek dat een groot succes, onder andere omdat een honderdtal Nederlandse deelnemers zich had ingeschreven.